# 1973年12月24日日食
1973年12月24日日食是一次日環食，發生於1973年12月24日。新月當天（即朔日），地球上觀測到月球和太阳的角距離極小，此時月球如果恰好在月球交點附近，穿過太阳和地球之間，與地球、太阳接近一直線，則會出現日食。月球穿過太阳和地球之間，但距地球較遠，本影未能接觸地表，而使偽本影覆蓋的區域內看到月球的角直徑小於太陽，就形成日環食，同時在偽本影兩側數千公里的半影範圍內形成日偏食。此次日環食經過了墨西哥、尼加拉瓜、哥斯达黎加、巴拿马、哥伦比亚、委內瑞拉、巴西、圭亚那、荷屬蓋亞那、葡屬維德角、毛里塔尼亚、西屬撒哈拉、马里、阿尔及利亚，日偏食則覆蓋了北美洲東南半部、南美洲中北部、欧洲西部、非洲西北部。此次日環食是1955年12月14日以來最長的日環食，這一紀錄直到3080年1月14日才會打破。

## 日食概況

### 出現區域
墨西哥格雷羅州南岸的海域在日出時最先看到日環食，隨後月球偽本影向東偏南移動，擦過墨西哥南部海岸，經過中美洲南部、南美洲北部的部分地區，逐漸轉為向東移動，從巴西亞馬遜河口進入大西洋後，隨即在帕拉州海岸以北約140公里處達到最大食分。此後偽本影轉為向東北移動，跨過大西洋，覆蓋了葡屬維德角（今佛得角）的部分島嶼，在毛里塔尼亚登上非洲大陸，最終在日落時分結束於阿尔及利亚境內。其中，環食帶共覆蓋了三個主權國家首都——哥斯达黎加聖荷西、哥伦比亚波哥大、毛里塔尼亚努瓦克肖特，以及葡屬維德角首府培亞（今佛得角首都）。
偽本影經過的陸地包括：
- 墨西哥：格雷羅州南部、瓦哈卡州西南部；
- 尼加拉瓜：里瓦斯省西南角；
- ：全國除北部邊境各省的北部；
- 巴拿马：先覆蓋了科隆省西部、科克萊省除東北部外的大部、巴拿馬省西南部（今西巴拿馬省西南部）及全國位於上述地區以西各地，又覆蓋了巴拿馬省珍珠群島西南角、達連省南部（含今恩貝拉-沃內安特區西南部分的中南部）；
- 哥伦比亚：喬科省除南北兩端外的大部、安蒂奧基亞省西南半部、考卡山谷省中北部、里薩拉爾達省、卡爾達斯省、金迪奧省、桑坦德省南部、托利馬省除西南部外的大部、博亞卡省西南半部、昆迪納馬卡省、乌伊拉省東北部、波哥大首都區、梅塔省中北部、卡薩納雷省南半部、瓜維亞雷省東北部、比查達省西南半部、沃佩斯省北部、瓜伊尼亞省除極東北角外的絕大部分；
- 委内瑞拉共和国：亞馬遜州南半部；
- 巴西：亚马孙州北部、羅賴馬州中南部、帕拉州北部、阿馬帕州中南部；
- ：上塔庫圖-上埃塞奎博南部、東伯比斯-科蘭太因南部；
- 荷屬圭亞那（今蘇利南）：錫帕利維尼區極南端一角；
- 葡屬維德角（今佛得角）：背風群島全部島嶼和向风群岛的博阿維斯塔島；
- 毛里塔尼亚：特拉扎省除東南部外的大部、努瓦克肖特、努瓦迪布灣省南半部、因希里省除西北部外的大部、阿德拉爾省西北半部、提里斯-宰穆爾省東南半部、塔甘特省極西北角；
- 西屬撒哈拉（今西撒哈拉）：今撒拉威阿拉伯民主共和國控制的達赫拉-黃金谷地大區東南部；
- ：通布圖區北部；
- 阿尔及利亚：阿德拉爾省中部偏北、塔曼拉塞特省西北部、盖尔达耶省南部、瓦爾格拉省西南角；[3][4]

除了上述狹窄的環食帶內能看到日環食之外，月球半影覆蓋範圍內都能看到日偏食，包括北美洲的加拿大東南部、圣皮埃尔和密克隆、美国中東部、百慕大、中美洲除墨西哥西北角外的絕大部分、格陵兰南部，南美洲的智利北部、阿根廷北部、乌拉圭中北部、巴西除最南端外的絕大部分及上述以北地區，欧洲的冰岛西南側海岸、西欧除蘇格蘭東北部和荷兰東北半部外的絕大部分、中欧西南部、南欧西半部，非洲的北非中西部、西非、中部非洲北半部。

### 基本參數
由於地球位於近日點附近，月球位於远地点附近，本次日環食的環食帶較寬，持續時間長，食分小（日月視直徑差異大，表現為太阳被遮掩後看到的「環」較粗）。在環食帶的中心點（與持續時間最大的地點稍有些距離），偽本影在地面覆蓋了344.6公里，日環食持續了12分2.5秒。儘管在一個沙羅周期之前的1955年12月14日發生過持續更長的日環食，但在此之後直到3080年1月14日才有日環食的持續時間超過本次。
- 類型：日環食
- 食甚中心處（位於巴西帕拉州海岸以北約140公里的大西洋）資料：
  - 時間：1973年12月24日15:01:59.2
  - 地點：1°5.6′N 48°27.5′W / 1.0933°N 48.4583°W
  - 食分：0.9174（環食帶內最大）
  - 日環食持續時間：12分2.5秒

## 相關的日食

### 1971-1974年的日食
月球交替位於相對的月球交點時，以半個交點年（食年），即約177天又4小時間隔出現下列日食。
註：1971年2月25日和1971年8月20日的日偏食屬於上一組交點年系列。
| 降交點   | 降交點                   |          | 升交點                    | 升交點 |
| 沙羅週期 | 地圖                     | 沙羅週期 | 地圖                      |        |
| 116      | 1971年7月22日 偏食（北） | 121      | 1972年1月16日 環食        |        |
| 126      | 1972年7月10日 全食       | 131      | 1973年1月4日 環食         |        |
| 136      | 1973年6月30日 全食       | 141      | 1973年12月24日 環食       |        |
| 146      | 1974年6月20日 全食       | 151      | 1974年12月13日 偏食（北） |        |

### 沙羅周期
沙羅周期長度為18年11天。本次日食屬於沙羅週期141，共包含70次日食，依次為1613年5月19日至1721年7月24日的7次日偏食、1739年8月4日至2460年10月14日的41次日環食、2478年10月26日至2857年6月13日的22次日偏食，總共歷時1244.08年。本周期並無日全食。
下表列舉了1901年至2100年間發生的屬於該周期的日食，是第17至28次：
| 17             | 18             | 19            |
| -------------- | -------------- | ------------- |
| 1901年11月11日 | 1919年11月22日 | 1937年12月2日 |
| 20             | 21             | 22            |
| 1955年12月14日 | 1973年12月24日 | 1992年1月4日  |
| 23             | 24             | 25            |
| 2010年1月15日  | 2028年1月26日  | 2046年2月5日  |
| 26             | 27             | 28            |
| 2064年2月17日  | 2082年2月27日  | 2100年3月10日 |

## 資料來源
1. ↑  樊忠玉. . 中国天文科普网.   [2016-03-22]. （原始内容存档于2014-09-17）.
2. 1 2 3  Fred Espenak. . NASA Eclipse Web Site.   [2016-03-22]. （原始内容存档于2020-10-20）.（英文）
3. ↑  Fred Espenak. . NASA Eclipse Web Site.   [2016-03-22]. （原始内容存档于2020-10-23）.（英文）
4. ↑  Xavier M. Jubier. .   [2016-03-22]. （原始内容存档于2017-04-06）.（法文）（英文）
5. ↑  Fred Espenak. . NASA Eclipse Web Site.   [2016-03-22]. （原始内容存档于2008-08-29）.（英文）
6. ↑  . NASA Eclipse Web Site.   [2016-03-22]. （原始内容存档于2019-06-10）.（英文）
7. ↑  Fred Espenak. . NASA Eclipse Web Site.（英文）

## 外部連結
- NASA日食專頁（页面存档备份，存于）（英文）
- 可見區域圖和時間統計：由弗雷德·埃斯佩纳克做出的日食預報，NASA/GSFC
  - Google互動地圖呈現的日食範圍
  - 貝塞爾元素
- Google地圖顯示的日環食和日偏食範圍（页面存档备份，存于）（法文）（英文）

| \| \| 日食 \|                             |                               |                                           |
| 上一次日食： 1973年6月30日日食 （日全食） | 1973年12月24日日食 （日環食） | 下一次日食： 1974年6月20日日食 （日全食） |
| 上一次日環食： 1973年1月4日日食           | 1973年12月24日日食 （日環食） | 下一次日環食： 1976年4月29日日食          |
|                                           | 日食                          |                                           |